# فرد غريس
فرد غريس (بالإنجليزية: Fred Grace)‏ (13 ديسمبر 1850 في المملكة المتحدة - 22 سبتمبر 1880 في المملكة المتحدة) هو لاعب كريكت بريطاني (وحمل سابقاً جنسية المملكة المتحدة لبريطانيا العظمى وأيرلندا). شارك مع منتخب إنجلترا للكريكت. أما مع النوادي، فقد لعب مع نادي مقاطعة غلوستر للكريكت ‏.

## وصلات خارجية
- فرد غريس على موقع إي آس بي آن كريك إنفو (الإنجليزية)